# تور کوسه

نمودار ساده‌شده‌ای از تور کوسه در نیو ساوت ولز، استرالیا

تور کوسه، بخشی غوطه‌ور از تورهای آبششی است که در ساحل قرار داده می‌شود و برای گرفتن حیوانات دریایی بزرگ از جمله کوسه‌ها طراحی شده است، با هدف کاهش احتمال حمله کوسه به شناگران. تورهای گوشگیر، دیواری از تور را تشکیل می‌دهند که در آب آویزان است و با گیر افتادن، حیوانات دریایی را به دام می‌اندازد.
تورهای کوسه منطقهٔ ممنوعه‌ای بین کوسه‌ها و انسان‌ها ایجاد نمی‌کنند و نباید با موانع کوسه اشتباه گرفته شوند.
تورهای کوسه به‌طور کامل از حملات کوسه در منطقه محصور جلوگیری نمی‌کنند، اما بر اساس اصل «کوسه کمتر، حملات کمتر» عمل می‌کنند. به‌طور خاص، هدف آنها کاهش وقوع حملات از طریق گیر انداختن و از طریق مرگ و میر کوسه‌ها است. تورهای کوسه مانند تورهای نیو ساوت ولز برای گیر انداختن و گرفتن کوسه‌هایی که از نزدیکی آنها عبور می‌کنند، طراحی شده‌اند. کاهش جمعیت کوسه‌های محلی، احتمال حمله را کاهش می‌دهد.
آمار تاریخی حملات کوسه نشان می‌دهد که استفاده از تورهای کوسه و طناب‌های محافظ کوسه، در صورت اجرای منظم و مداوم، به‌طور قابل توجهی میزان وقوع حمله کوسه را کاهش می‌دهد. با این حال، یک مطالعه در سال ۲۰۱۹ استدلال کرد که این نتیجه‌گیری عوامل کلیدی را نادیده می‌گیرد. اندازه بزرگ توری‌های ماهیگیری به‌طور خاص برای گرفتن کوسه‌ها و جلوگیری از فرار آنها تا زمانی که در نهایت غرق شوند، طراحی شده است. به دلیل فعالیت قایق‌رانی، تورها نیز شناور می‌شوند ۴ متر یا بیشتر زیر سطح آب قرار دارند و به خط ساحلی متصل نمی‌شوند (به استثنای تورهای محافظ کوسه در هنگ کنگ)، بنابراین به کوسه‌ها این فرصت را می‌دهند که از روی تورها و اطراف آنها شنا کنند. تورهای کوسه می‌توانند سالانه ۱ میلیون دلار استرالیا یا ۲۰ هزار دلار استرالیا برای هر ساحل هزینه داشته باشند.

## تاریخچه
تور ماهیگیری کوسه در سال ۱۹۳۷ توسط شیلات نیو ساوت ولز، پس از یک دهه و نیم حملات مکرر کوسه‌ها در سواحل سیدنی، توسعه یافت. برای مثال، در مارس ۱۹۳۵، دو نفر - یکی در نورث نارابین و دیگری در ماروبرا - پس از حملات کوسه سفید بزرگ در عرض یک هفته جان خود را از دست دادند. این شبکه هرگز برای محصور کردن یک قطعه آب طراحی نشده بود، زیرا تورهای مانع نمی‌توانستند در منطقه موج‌سواری دوام بیاورند. در عوض، این وسیله برای گرفتن کوسه‌های بزرگ هنگام شنا در محدوده امواج طراحی شده بود. در ابتدا، تعداد کوسه‌های صید شده بسیار زیاد بود؛ بیش از ۶۰۰ کوسه در سال اول فعالیت، تنها در چند ساحل سیدنی. اما با گذشت زمان، حتی بدون در نظر گرفتن گسترش برنامه در تقریباً تمام سواحل سیدنی و در ولونگونگ و نیوکاسل، میزان صید کاهش یافت. میانگین صید سالانهٔ کوسه در نیو ساوت ولز امروزی ۱۴۳ کوسه است که بسیاری از آنها زنده رها می‌شوند.
تورها برای اولین بار در سال ۱۹۵۲ در سواحل خاصی در کوازولو-ناتال (که قبلاً ناتال نام داشت) در آفریقای جنوبی مستقر شدند.
تورهای کوسه همچنین به مدت تقریباً ۴۰ سال در نزدیکی دوندین، نیوزیلند مورد استفاده قرار می‌گرفتند و در سال ۲۰۱۱ جمع‌آوری شدند. مشخص شد که این تورها برای محیط زیست مضر هستند؛ ۷۰۰ گونه غیرهدف کشته شدند. از زمان حذف آنها، هیچ حمله کوسه‌ای رخ نداده است.
از سال ۲۰۱۸، از تورهای کوسه در نیو ساوت ولز، کوئینزلند و کوازولو-ناتال استفاده می‌شود. در آگوست ۲۰۱۸، اعلام شد که تورهای ماهیگیری در شمال نیو ساوت ولز برداشته می‌شوند، اما تورهای ماهیگیری در سیدنی، نیوکاسل و ولونگونگ باقی می‌مانند. حزب سبز نیو ساوت ولز اعلام کرد که خواهان جمع‌آوری تمام تورهای ماهیگیری کوسه است.

## اثربخشی
برنامه‌های کنترل کوسه که به‌طور مداوم در حال اجرا هستند، در کاهش میزان حمله کوسه در سواحل حفاظت‌شده بسیار موفق بوده‌اند. در سال‌های ۱۹۰۰ تا ۱۹۳۷، ۱۳ نفر در سواحل موج‌سواری نیو ساوت ولز بر اثر حمله کوسه جان خود را از دست دادند؛ در طول ۷۲ سال بعدی، میزان مرگ و میر به هشت نفر کاهش یافت که تنها یکی از آنها در سواحل توری شکل بود. این در دوره‌ای بود که جمعیت نیو ساوت ولز از ۱٫۴ میلیون نفر به هفت میلیون نفر افزایش یافت - و زمانی که افراد بیشتری شروع به رفتن به ساحل کردند.
با این حال، برنامه تور ماهیگیری در نیو ساوت ولز توسط گروه‌های محیط زیستی «منسوخ و ناکارآمد» خوانده شده است؛ آنها استدلال می‌کنند که تورهای ماهیگیری کوسه از شناگران محافظت نمی‌کنند. ۶۵ درصد از حملات کوسه در نیو ساوت ولز در سواحل دارای تور رخ داده است.

## تأثیر محیطی
تورهای کوسه منجر به صید ضمنی می‌شوند، از جمله گونه‌های در معرض خطر و تهدید مانند لاک‌پشت‌های دریایی، فیل‌های دریایی، دلفین‌ها و نهنگ‌ها. در فصل تابستان ۲۰۱۱/۱۲ در کوئینزلند ۷۰۰ کوسه صید شد که ۲۹۰ عدد از آنها در تورهای ماهیگیری و طناب‌های طبل بالای ۴ متر بودند.
در نیو ساوت ولز، به‌طور متوسط هر دو سال یک نهنگ گوژپشت در تور ماهیگیری گرفتار می‌شود؛ این نهنگ تقریباً همیشه زنده رها می‌شود. در کوئینزلند در سال ۲۰۱۵، صید ضمنی شامل یک دلفین پوزه بطری و هفت دلفین معمولی (یکی زنده رهاسازی شد)، ۱۱ گربه‌ماهی، هشت سفره‌ماهی بینی گاوی، نه سفره‌ماهی عقابی، ۱۳ لاک‌پشت دریایی، پنج سفره‌ماهی مانتا (که همه به جز یکی زنده ماندند)، هشت سفره‌ماهی پوزه باریک، سه وزغ‌ماهی، چهار ماهی تن و یک عقاب خالدار سفید بود که با خیال راحت رهاسازی شد.
نیو ساوت ولز و کوئینزلند همچنین از پینگرهای صوتی متصل به تورها برای کاهش صید ضمنی دلفین‌ها، نهنگ‌ها و سایر پستانداران دریایی استفاده می‌کنند. نشان داده شده است که استفاده از پینگرها به‌طور قابل توجهی صید ضمنی پستانداران دریایی را کاهش می‌دهد.
در یک دوره ۳۰ ساله، بیش از ۳۳۰۰۰ کوسه در برنامه تور کوسه کوازولو-ناتال تلف شده‌اند. در طول همین دوره ۳۰ ساله، ۲۲۱۱ لاک‌پشت، ۸۴۴۸ سفره‌ماهی و ۲۳۱۰ دلفین در برنامه تور کوسه کوازولو-ناتال جان باختند.
گروه‌های حمایت از حیوانات به رنج و ظلمی که تورها به حیوانات وارد می‌کنند، مانند پارگی، استرس، درد و بیماری، اشاره می‌کنند. آنها جایگزین‌هایی مانند گشت‌های نجات غریق برای موج‌سواران، آموزش عمومی در مورد رفتار کوسه‌ها، سیگنال‌های رادیویی، فناوری سونار و تورهای برقی را پیشنهاد می‌کنند.
کریستوفر نف، دانشمند علوم سیاسی، خاطرنشان می‌کند: «در سطح بین‌المللی، تورهای کوسه به عنوان یک «فرایند تهدیدآمیز کلیدی» برای کشتن گونه‌های در معرض خطر انقراض شناخته شده‌اند.» او می‌افزاید: «... کشتن گونه‌های در معرض خطر انقراض برای افزایش اعتماد عمومی یا نشان دادن اینکه اقدام دولت عملی نیست. این یک بی‌احترامی به مردم است.» جسیکا موریس از انجمن بین‌المللی انسان‌دوستی، تورهای کوسه را «واکنشی عجولانه» می‌نامد و می‌گوید: «کوسه‌ها شکارچیان درجه یکی هستند که نقش مهمی در عملکرد اکوسیستم‌های دریایی ایفا می‌کنند. ما برای اقیانوس‌های سالم به آنها نیاز داریم.» بنیاد تحقیقات و نجات سی ورلد نیز با استفاده از تورهای کوسه برای از بین بردن جمعیت کوسه‌ها مخالف است. «در یک دنیای ایده‌آل، ما دوست داریم که هیچ کوسه‌ای در استرالیا و سراسر جهان از بین نرود، اما این یک واقعیت نیست. ما فشار بر دولت‌ها برای محافظت از شناگران از طریق استفاده از برنامه‌های کنترل کوسه را درک می‌کنیم. ما به موضع خود در برابر تورهای کوسه ادامه می‌دهیم و عملیات نجات خود را برای نجات دلفین‌ها، نهنگ‌ها و لاک‌پشت‌هایی که در آنها به دام می‌افتند، ادامه می‌دهیم و در کنار آن با سازمان‌های معتبر برای تحقیق در مورد روش‌های بهبود یافته‌ای که تأثیر بر زندگی دریایی ما را کاهش می‌دهد، همکاری می‌کنیم.»
با این حال، صید ضمنی از تورهای کوسه در مقایسه با صید ضمنی از سایر فعالیت‌ها ناچیز است. به‌طور متوسط سالانه ۱۵ کوسه سفید بزرگ توسط برنامه کنترل کوسه در نیو ساوت ولز و کوئینزلند صید می‌شوند، در حالی که این رقم در استرالیا ۱۸۶ کوسه سفید بزرگ است که از فعالیت‌های دیگر صید می‌شوند. صنعت ماهیگیری تجاری کوسه استرالیا سالانه بیش از ۱۲۰۰ تن کوسه صید می‌کند، که ۱۳۰ تن از آنها کوسه سفید بزرگ هستند. صنعت صید میگو در ایالت نیو ساوت ولز به تنهایی سالانه منجر به صید ۶۴ تن کوسه به عنوان صید ضمنی می‌شود، که دو سوم آنها می‌میرند. ماهیگیری با قلاب بلند برای ماهی تن و شمشیرماهی در سواحل آفریقای جنوبی گزارش داد که بین سال‌های ۱۹۹۵ تا ۲۰۰۵، سالانه ۳۹۰۰۰ تا ۴۳۰۰۰ کوسه تلف شده‌اند. شارک سوارز تخمین می‌زند که در مجموع سالانه ۵۰ میلیون کوسه به‌طور ناخواسته و به عنوان صید جانبی توسط صنعت ماهیگیری تجاری صید می‌شوند.

## هزینه
کل هزینه برنامه تور ماهیگیری کوسه در نیو ساوت ولز برای سال مالی ۲۰۰۹/۱۰ تقریباً ۱ میلیون دلار استرالیا بود که شامل هزینه تورها، پیمانکاران، ناظران و تکنسین کوسه، تجهیزات تور ماهیگیری کوسه (دستگاه‌های هشدار دلفین و نهنگ و غیره) و فعالیت‌های حسابرسی انطباق با قوانین می‌شد. برای ۵۱ ساحل حفاظت‌شده، این نشان‌دهنده هزینه مالی تقریباً ۲۰٬۰۰۰ دلار استرالیا برای هر ساحل در سال است.

## استرالیا

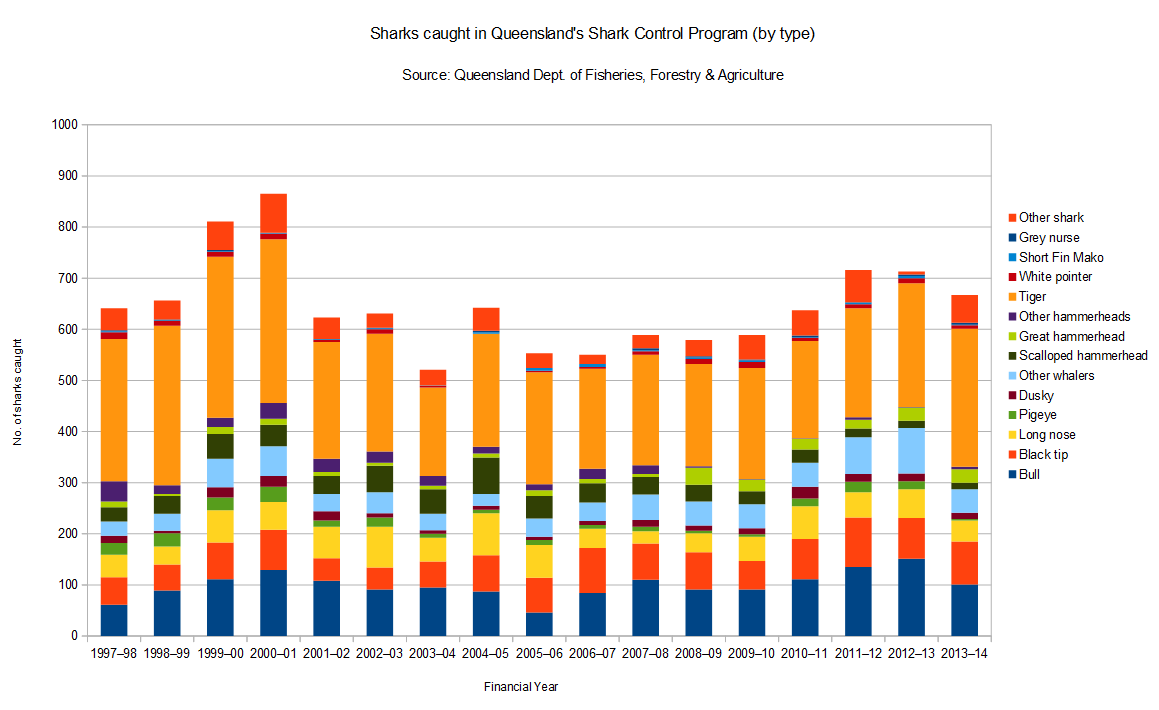
نمودار کوسه‌های صید شده در برنامه کنترل کوسه کوئینزلند (بر اساس نوع) ژوئیه ۱۹۹۷ - ژوئن ۲۰۱۴

در نیو ساوت ولز، استرالیا، ۵۱ ساحل دارای تور ماهیگیری هستند. این تورها توسط وزارت صنایع اولیه نیو ساوت ولز نگهداری می‌شوند. تورها عموماً ۱۵۰ هستند طول، ۶ متر عرض متر و «کف» قرار گرفته در بستر دریا در عمق ۱۰ متر. تورها می‌توانند ۵۰۰ باشند متر از ساحل فاصله دارد. سایز مش ۵۰ تا ۶۰ است سانتی‌متر تورها هر ۲۴ تا ۴۸ ساعت برای سرویس برداشته می‌شوند تا از پوسیدگی جلوگیری شود، زباله‌ها تمیز شوند و کوسه‌های مرده و سایر موجودات دریایی از بین بروند. گفته می‌شود که ۳۵ تا ۵۰ درصد کوسه‌ها از سمت ساحل به دام می‌افتند. برای هشدار دادن به دلفین‌ها و نهنگ‌ها، «پینگرهای» صوتی به تورها نصب شده‌اند و این تورها در زمستان، فصل مهاجرت نهنگ‌ها، در جای خود قرار ندارند. این وزارتخانه اظهار می‌کند که این تورها «هرگز به عنوان وسیله‌ای برای جلوگیری کامل از هرگونه حمله در نظر گرفته نشده‌اند»، اما به جلوگیری از ایجاد قلمرو توسط کوسه‌ها کمک می‌کنند. از سال ۱۹۵۰ تا ۲۰۰۸، صدها کوسه سفید بزرگ و کوسه ببری در تورهای ماهیگیری در نیو ساوت ولز تلف شدند.
در کوئینزلند، استرالیا، از طناب‌های طبل در ترکیب با تورهای کوسه استفاده می‌شود. برنامه کنترل کوسه‌ها در کوئینزلند از اوایل دهه ۱۹۶۰ میلادی آغاز شده است. در فصل تابستان ۲۰۱۱/۱۲ کوئینزلند، ۷۱۴ کوسه صید شد که ۲۸۱ مورد آنها در تورهای ماهیگیری و طناب‌های طبل بالای ۲ متر بودند. از سال ۱۹۹۷، سالانه ۵۰۰ تا ۹۰۰ کوسه در این برنامه تلف شده‌اند، از جمله چندین گونه کوسه که از نظر حفاظتی نگران‌کننده بوده‌اند. آنها شامل موارد زیر هستند:
| نام مشترک           | نام علمی             | وضعیت در فهرست قرمز | فهرست حفاظت‌شده (استرالیا)            |
| ------------------- | -------------------- | ------------------- | ------------------------------------ |
| چکش بزرگ            | اسفیرنا موکاران      | در معرض خطر         |                                      |
| کوسه سفید بزرگ      | کارچارودون کارکاریاس | آسیب‌پذیر            | آسیب‌پذیر                             |
| کوسه پرستار خاکستری | کارکاریاس تاروس      | آسیب‌پذیر            | جمعیت در معرض خطر بحرانی (ساحل شرقی) |
| سرچکشی حلزونی       | اسفیرنا لوینی        | در معرض خطر         |                                      |

یک حمله مرگبار در کوئینزلند در ژانویه ۲۰۰۶ در آمیتی پوینت در جزیره استردبروک شمالی رخ داد. آب در این مکان تا عمق ۳۰ متر پایین می‌رود و کوسه‌های نر به‌طور مکرر در این منطقه دیده می‌شوند. در آن زمان، طناب‌های طبل در سواحل اطراف جزیره نصب شده بودند. حمله کوسه دیگری در سال ۲۰۲۰ در ساحل گرین‌مونت در گلد کوست رخ داد. در این زمان طناب‌های طبل و تورهای کوسه در ساحل نصب شدند.